# Lestes pertinax
Lestes pertinax är en trollsländeart som beskrevs av Maurits Anne Lieftinck 1932. Lestes pertinax ingår i släktet Lestes och familjen glansflicksländor. Inga underarter finns listade i Catalogue of Life.